# Гурджаани (село)
Гурджаани (груз. გურჯაანი) — село в Грузии. Находится в Гурджаанском муниципалитете края Кахетия. Примыкает к южной границе города Гурджаани.
Высота над уровнем моря составляет 440 метров. Население — 3738 человек (2014).